# Pancorius taiwanensis
Pancorius taiwanensis är en spindelart som beskrevs av Bao, Peng X. 2002. Pancorius taiwanensis ingår i släktet Pancorius och familjen hoppspindlar. Inga underarter finns listade i Catalogue of Life.